# Tuparamaya
Thuparamaya je starodavni budistični tempelj v  Anuradhapuri na Šrilanki. Dagoba, ki je na svetem območju parka Mahamewna, je najstarejša dagoba zgrajena na otoku in je iz časa vladanja kralja Devanampija Tisa (247-207 pr. n. št.). Vlada je formalno priznala tempelj kot arheološko najdišče na Šrilanki.

## Zgodovina
Maharaja Thera, budistični menih in odposlanec, ki ga je poslal kralj Ašoka, je sam predstavil teravadski budizem in tudi čaitja obrede na Šrilanki. Na njegovo zahtevo je kralj Devanampija Tisa zgradil Thuparamajo, v kateri je relikvija desne Budove ključnice. Velja za prvo dagobo, zgrajeno na Šrilanki po uvedbi budizma in tudi prvi spomenik, katerega gradnja je bila zapisana v kroniki. Ime Thuparamaya prihaja od "stupa" in "aramaya", ki je stanovanjski kompleks za menihe.
Po napisu Palumekiččava je bil vodni zbiralnik imenovan Madamanaka (Palumekiččava veva) na območju Upala Vibajaka zgrajen po ceni 5000 kahavanu in darovan v imenu bikujev (menihov), ki so živeli v templju Thuparama. Nadalje navaja, da je bila žetev riževih polj, ki obdajajo zbiralnik, v templju predstavljena bhikkujem. Napis je najstarejši izklesan kamnit napis, v katerem je vpisano ime Thuparama in pravi, da je pripadal vladavini kralja Gajabahu (114-136 n. št.). 

## Dagoba
Dagoba Thuparamaya je zgrajena v obliki zvona. Bila je večkrat uničena. V času kralja Agboja II. je bila v celoti uničena in jo je kralj obnovil. Sedaj vidimo dagobo, rekonstruirano leta 1842. Danes je po več obnovah skozi stoletja, spomenik premera 18 m na dnu. Kupola je visoka 3,45 m od podlage in ima premer 50,1 m. Kompleks je tlakovan z granitom, okrog dagobe sta dve vrsti kamnitih stebrov. V zgodnjem obdobju je bila ograjena z vatadažo (struktura, ki je bolj ali manj edinstvena za arhitekturo starodavne Šrilanke).